# Mercado de la Ribeira

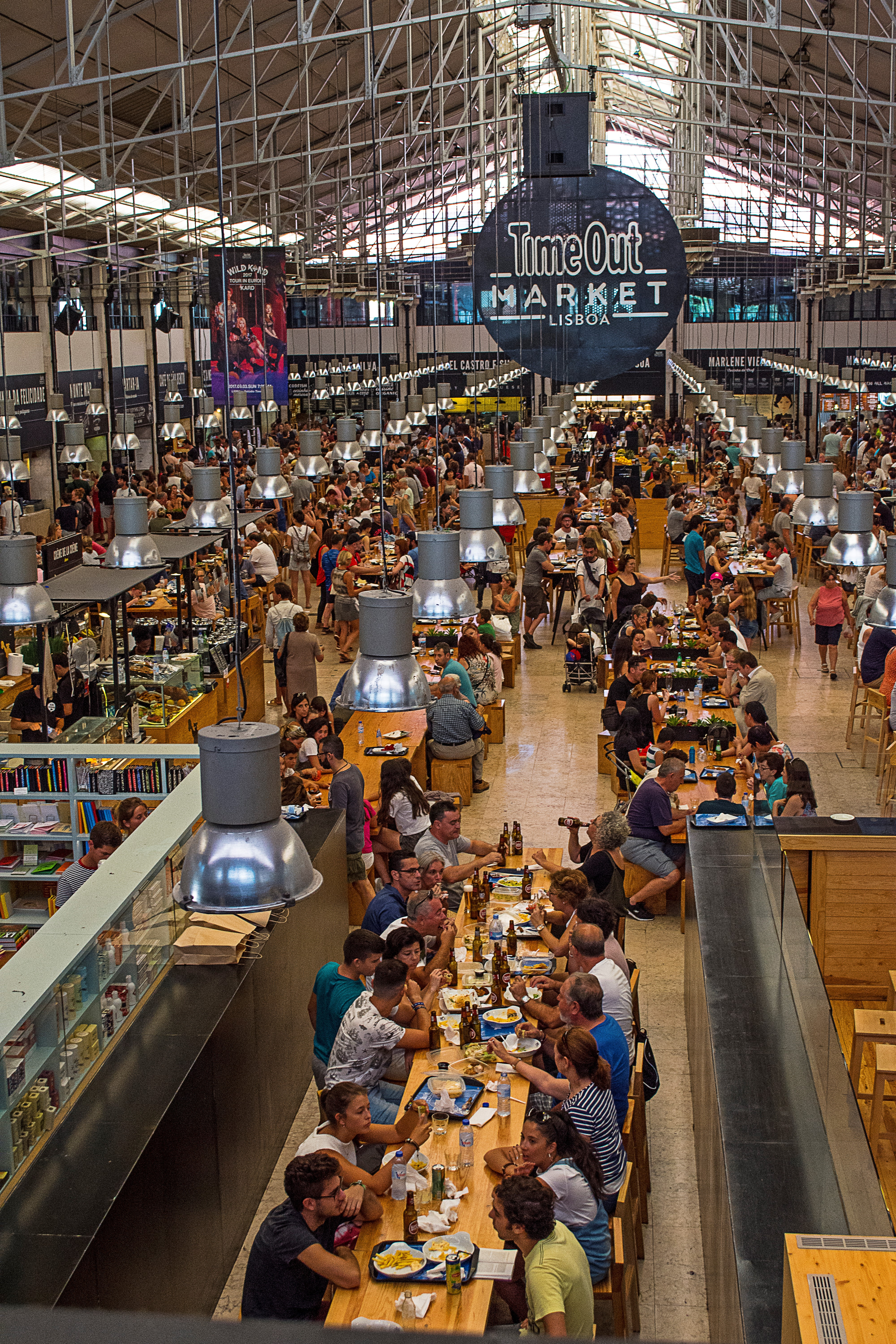
Vista general de la nave dedicada a restauración del mercado.

El Mercado de la Ribeira (en portugués: Mercado da Ribeira) es un antiguo mercado mayorista reconvertido en minorista de productos alimenticios y lugar de ocio y restauración, que se encuentra ubicado en el Cais do Sodré, en Lisboa. Tiene cerca de 10 000 m² de área cubierta.
Supune un símbolo del desarrollo comercial de otro tiempo, se encuentra situado en la zona ribereña de Lisboa, muy próximo a Cais do Sodré, y debe sus orígenes al antiguo “Mercado de la Ribera Vieja”, que se localizaba cerca de la Casa dos Bicos. Fue inaugurado el 1 de enero de 1882 y ha sufrido sucesivas remodelaciones y ampliaciones. El 7 de junio de 1893 un incendio destruyó la parte del lado original del mercado. 
En el año 2000 el mercado abandonó la actividad comercial mayorista pero mantuvo la minorista. En 2001, con la inauguración del nuevo primer piso, el espacio inició una nueva vertiente social, cultural y recreativa. En esta fecha, se inauguraran además un restaurante y dos tiendas de artesanía.
Algunas de las actividades socioculturales que se realizan actualmente son:
- Los Bailes da Ribeira
- Espectáculos musicales diversos